# Белони, Давид
Дэвид Беллони, родившийся 7 июня 1885 года в Жиньяке в Лоте и умерший 22 января 1915 года в Пуасси, являлся анархистом-нелегалом, членом банды Бонно.

## Биография
В возрасте 12 лет потерял мать. Работал слугой на ферме. После переезда в Париж был лаборантом и фармацевтом. Изучал иврит, английский, немецкий, русский языки. Уехав в Швейцарию, присоединился к революционерам. Член группы Жерминаль, в которую входили Хосе Эстивалис и Октав Гуйду, 22 сентября 1907 года был выслан из кантона Женева и уехал в Базель. Затем он остался в Бельгии, где его считали анархистом, фальшивомонетчиком, вором и сутенером. Арестованный в Брюсселе за бродяжничество и использование вымышленных имен, он был заключен в тюрьму. Вернувшись во Францию, был арестован 20 ноября 1907 г. в Кьеврешене и насильно призван в армию, проходил военную службу в 109-м пехотном полку в Шомоне и в 1909 г. отбывал шестимесячный тюремный срок за неповиновение. Освобожденный в 1911 году, он остается в Лондоне и часто встречается с анархистом Эстаги, фальшивомонетчиком. В 1911 году он познакомился с Жюлем Бонно и стал одним из членов банды Бонно. 28 февраля 1913 года за соучастие со смягчающими обстоятельствами приговорен к четырём годам тюремного заключения и десяти годам изгнания. Через два года скончался.